# Księga Rut
Księga Rut [Rt] (hebr.  מגילת רות Megilat Rut) – jedna z ksiąg biblijnych, wchodząca w skład Starego Testamentu. Składa się z 4 rozdziałów (85 wersetów). Opisuje wydarzenia z epoki sędziów i najprawdopodobniej w tej właśnie epoce powstała. 
W Septuagincie i w większości kanonów chrześcijańskich jest traktowana jako księga historyczna i umieszczana jest między Księgą Sędziów a Pierwszą Księgą Samuela, ponieważ wydarzenia Księgi Rut przypadają na okres sędziów.
W kanonie hebrajskim natomiast Księga Rut należy do zbioru Pięciu Megillot, który jest zawarty w części trzeciej Biblii Hebrajskiej, czyli w Pismach (Ketuvim: כְּתוּבִים Kəṯûḇîm, „pisma”).

## Treść
Podczas klęski głodu za czasów sędziów, rodzina Elimeleka opuszcza Betlejem w Judei i przenosi się do zamieszkanego przez pogan Moabu. Tam umiera Elimelek, a dwaj jego synowie, Machlon i Kilion, żenią się z Moabitkami. Kiedy po około 10 latach i oni umierają, Noemi, ich osamotniona matka, postanawia powrócić do ojczyzny, ponieważ usłyszała, że Jahwe ujął się za swoim ludem „dając mu chleb". Jedna z synowych, Rut, decyduje się opuścić swój kraj i jej towarzyszyć. Druga z synowych, Orpa, pozostaje w Moabie. 
W Betlejem Rut wykazuje się dużą pracowitością i zwraca na siebie uwagę Booza, bogatego właściciela ziemskiego. Okazuje się, że jest on krewnym Noemi i obowiązuje go prawo lewiratu. Za radą Noemi Rut powołuje się na to prawo. Booz akceptuje ją, pojmuje za żonę i wprowadza do swego domu. Z ich związku rodzi się syn Obed. Noemi zostaje jego piastunką. Końcowe wersety księgi podają genealogię Dawida, największego króla Izraela, w której Obed jest jego dziadkiem.

## Czas powstania
Zarówno tradycja żydowska jak i chrześcijańska uważają, że Księgę Rut napisał ostatni sędzia Starożytnego Izraela, Samuel. Ponieważ Księga opisuje dzieje rodu Dawida, możliwe jest, że powstała w okresie rządów założonej przez niego dynastii. Zaliczenie Księgi do Pism w Biblii Hebrajskiej oraz wpływy języka aramajskiego uważa się jednak często za przesłankę do uznania jej późniejszego powstania. Istnieje pogląd, że samo opowiadanie powstało w okresie królewskim, natomiast Księga została zredagowana już po powrocie z niewoli babilońskiej, w V lub IV w. p.n.e. Inni wskazują, że w świetle bezwzględnej walki z małżeństwami mieszanymi w okresie powygnaniowym, tak późne powstanie księgi jest nieprawdopodobne.